# Ira Levin
Ira Levin (New York, 27 augustus 1929 - aldaar, 12 november 2007) was een Amerikaans schrijver van thrillers en toneelstukken. Vooral zijn thrillers zijn zeer succesvol.

## Levensloop
Levin wist al op vijftienjarige leeftijd dat hij schrijver zou worden. Hij ging naar een elitaire school en daarna naar universiteiten in Des Moines, Iowa en New York, waar hij in 1950 afstudeerde in Engels en filosofie.
Nog tijdens zijn studie voltooide hij zijn eerste roman, A Kiss Before Dying, die twee keer werd verfilmd. In 1953 werd hij opgeroepen voor de dienstplicht; in het leger maakte hij instructiefilms. Later werkte hij ook voor de televisie.
Hij schreef afwisselend romans en toneelstukken. De meeste van zijn thrillers werden (soms meermaals) verfilmd.
Ira Levin woonde in zijn geboorteplaats New York en overleed aldaar in de herfst van 2007 op 78-jarige leeftijd aan een hartaanval. Hij liet drie zoons en vier kleinzoons achter.

## Werken (selectie)

### Romans
- 1953 - A Kiss Before Dying, vertaald als Een kus voor je sterft door Remco Campert
  - 1954 - Edgar Allan Poe Award: Best First Novel[4]
  - 1955 - verfilmd als A Kiss Before Dying door Gerd Oswald met Robert Wagner en Joanne Woodward[5]
  - 1991 - verfilmd als A Kiss Before Dying door James Dearden met onder anderen Matt Dillon, Sean Young, Diane Ladd en Max von Sydow[6]
- 1967 - Rosemary's Baby, vertaald als Rosemary's baby
  - 1968 - verfilmd als Rosemary's Baby door Roman Polanski
- 1970 - This Perfect Day, vertaald als De dag der dagen
  - 1992 - Prometheus Hall of Fame Award[7]
- 1972 - The Stepford Wives, vertaald als Wat is er toch aan de hand met de vrouwen van Stepford? en als De vrouwen van Stepford
  - 1975 - verfilmd als The Stepford Wives (1975) door Bryan Forbes
  - 2004 - verfilmd als The Stepford Wives (2004) door Frank Oz
- 1976 - The Boys from Brazil, vertaald als De jongens uit Brazilië
  - 1978 - verfilmd als The Boys from Brazil door Franklin J. Schaffner
- 1991 - Sliver, vertaald als Sliver
  - 1993 - verfilmd als Sliver door Phillip Noyce met Sharon Stone in de hoofdrol[8]
- 1997 - Son of Rosemary, vervolg op Rosemary's Baby, opgedragen aan Mia Farrow als hoofdrolspeelster in de gelijknamige film, vertaald als Rosemary's zoon

### Toneelstukken
- 1956 - No Time For Sergeants
- 1958 - Interlock
- 1960 - Critic's Choice
- 1962 - General Seeger
- 1968 - Dr. Cook's Garden
- 1974 - Veronica's Room, vertaald als Veronica's kamer: een thriller van Ira Levin
- 1978 - Deathtrap
  - 1978-1982 - werd 1793 keer gespeeld op Broadway[9]
  - 1982 - verfilmd als Deathtrap door Sidney Lumet met Michael Caine en Christopher Reeve[10]
- 1981 - Break a Leg: A Comedy in Two Acts
- 1982 - Cantorial

### Musical
- 1965 - Drat! The Cat![11]